# Matthew Špiranović
Matthew Špiranović (Geelong, 27 de junho de 1988) é um futebolista profissional australiano que joga como zagueiro. Atualmente, defende o Perth Glory e a Seleção Australiana de Futebol.

## Carreira
Matthew Špiranović representou a Seleção Australiana de Futebol, nas Olimpíadas de 2008. 

## Títulos
Austrália
- Campeonado da Oceania Sub-17 : 2005
- Copa da Ásia: 2015

1. FC Nürnberg
- DFB-Pokal: 2006–07

Urawa Red Diamonds
- Copa da J. League Vice: 2011

Western Sydney Wanderers
- AFC Champions League: 2014

Individual
- Medalha Weinstein Junior Jogador do Ano: 2005